# وكلاء التغيير الاجتماعي
وكلاء التغيير الاجتماعي هي عبارة كانت منتشرة الاستخدام في الصحف الطلابية الكندية لوصف عقيدة الصحافة المدنية للنشطاء الاجتماعيين.

## أصل العبارة: 1965-1968
استخدمت العبارة لأول مرة في عام 1965 في مؤتمر المؤسسة الصحفية للجامعات الكندية (Canadian University Press) السنوي في كالغاري، عندما اقترح وفد ترأسه صحيفة ماكجيل دايلي (The McGill Daily) تعديلاً على بيان مبادئ المؤسسة الصحفية للجامعات الكندية وأقره؛ حيث ذُكر فيه «إن أحد أهم أدوار الصحافة الطلابية هي أن تكون وكيلاً للتغيير الاجتماعي.» وجادل واضعو الفكرة بأن الطلاب الجامعيين، بما فيهم الصحفيون الطلاب، يلعبون دورًا خاصًا في الثورات الاجتماعية والحقوق المدنية في وقتهم، وهو دور لا تستطيع التقارير الصحفية الموضوعية القيام به. وبدلاً من ذلك، يلزم على الصحفيين الطلاب التحيز مع طرف في المشكلات الاجتماعية، وبالتالي توجيه رأي الحرم الجامعي.
أدركت قيادة المؤسسة الصحفية للجامعات الكندية سريعًا أن القيام بدور «وكلاء التغيير الاجتماعي» يعني استحالة تقديم تقارير صحفية موضوعية وغير متحيزة. وفي عام 1967، أزالت المؤسسة الصحفية للجامعات الكندية جميع عوامل الحظر المفروضة على تقديم التقارير «غير المتحيزة» من ميثاقها، واستبدلت كلمة «غير متحيزة» بكلمة «عادلة».
في عام 1968، وضحت المؤسسة عبارة «وكلاء التغيير الاجتماعي» في قائمة طويلة من القرارات، هي كما يلي:
- الدور الأساسي للصحافة الطلابية هي أن تكون وكيلاً للتغيير الاجتماعي، وتسعى إلى التأكيد على حقوق ومسؤوليات المواطن الطالب
- ينبغي على الصحافة الطلابية عند القيام بهذا الدور أداء وظيفة فعالة وتثقيفية باعتبارها وكيلاً للتغيير الاجتماعي
- يلزم على الصحافة الطلابية تقديم أخبار محلية ووطنية ودولية بأسلوب عادل، وتفسير الأفكار والأحداث بأفضل ما في وسعها
- ينبغي على الصحافة الطلابية الاستفادة من حريتها من القيود التجارية وغيرها لضمان توافق كل ما تقدمه مع دورها الأساسي وأن تعرض ما تتجنبه وسائل الإعلام الأخرى

## النقد والرفض: 1968-1991
تسببت عبارة «وكلاء التغيير الاجتماعي» والمحاولات المضنية لتفسيرها في نشوب خلافات متكررة بين الصحف الأعضاء الثورية والمعتدلة في المؤسسة الصحفية للجامعات الكندية. بالنسبة للصحف المعتدلة، فإن هذه العبارة لم تسمح فقط بتقديم تقارير متحيزة، ولكنها شجعت عليها، وذلك طالما كان التحيز في صالح ما يسمى القضايا التقدمية - وهي قضايا تساند أحيانًا ممارسة العنف أو النشاط غير القانوني.
على سبيل المثال، خلال أزمة أكتوبر التي وقعت عام 1970، شجع المكتب الوطني للمؤسسة الصحفية للجامعات الكندية الصحف الأعضاء على نشر بيان جبهة تحرير كيبيك (FLQ) وكتابة مقالات مؤيدة لفرنسا ومناهضة لـقانون إجراءات الحرب، حيث استشعر المكتب عدم تقديم وجهات النظر هذه في الصحافة السائدة. وفي عام 1985، كتبت المؤسسة قائمة بأسماء «منظمات التحرير» التي صرح لمكتبها الوطني بدعمها، بما فيها الجيش الجمهوري الإيرلندي (IRA) ومنظمة التحرير الفلسطينية (PLO). وبالرغم من عدم تقيد الصحف الأعضاء بنشر هذه القصص، فقد أخافت هذه الحركة وخيبت آمال الصحف المعتدلة، حتى إن بعضها سيتخلى عن عضويته في المؤسسة الصحفية للجامعات الكندية في السنوات التالية.
وبعد إجراء العديد من المناقشات غير الحاسمة حول الموضوع، صوتت المؤسسة لصالح إلغاء عبارة «وكلاء التغيير الاجتماعي» في عام 1991، وهو ما دفع صحيفتي ماكجيل دايلي وصحيفة جامعة سيمون فريزر «ذا بيك» (The Peak) إلى تقديم استقالة مؤقتة.
ومع أن عبارة «وكلاء التغيير الاجتماعي» لم تعد من السياسات الرسمية للمؤسسة الصحفية للجامعات الكندية، إلا أنها ما زالت موجودة في دساتير بعض الصحف الأعضاء في المؤسسة، من بينها مارتليت (The Martlet) في جامعة فيكتوريا ولم يتوقف الجدال بشأنها في مؤتمرات المؤسسة الصحفية للجامعات الكندية.